# 부부 스튜어트
부부 스튜어트(Booboo Stewart, 1994년 1월 21일 ~ )는 미국의 배우, 가수, 시각 디자이너이다.

## 출연 작품
- 이클립스
- 디센던츠 (영화)
- 디센던츠2
- 디센던츠3
- 줄리 앤 팬텀스